# 友田信
友田 信（ともだ しん、1910年（明治43年）8月2日 - 2000年（平成12年）5月16日）は、日本の経営者。文化放送、キングレコード、サンケイ・スワローズで社長を務めた。

## 経歴
京都府京都市出身。1936年に早稲田大学政治経済学部を卒業。第一紙業社社長、第一通信社社長を経て、1956年に文化放送専務に就任し、1968年には社長に昇格した。
その一方で、産業経済新聞社で取締役と専務を務め、キングレコードで代表取締役社長と会長を務めた。フジテレビジョン代表取締役、サンケイ・スワローズ球団社長も務めた。
1971年に藍綬褒章を受章し、1981年に勲二等瑞宝章を受章した。
2000年5月16日肺炎のために死去。89歳没。